# Cropera celaenogyia
Cropera celaenogyia is een vlinder uit de familie spinneruilen (Erebidae), onderfamilie donsvlinders (Lymantriinae). De wetenschappelijke naam van deze soort is voor het eerst geldig gepubliceerd in 1936 door Collenette.
De soort komt voor in tropisch Afrika.